# Срем
Срем је географски регион у Панонској низији између реке Дунав, на северу и истоку и реке Саве до ушћа у Дунав, на југу. Западна граница није јасно дефинисана. Према једном мишљењу, Срем је на западу ограничен рекама Босутом и Вуком, док према другој варијанти западну границу Срема чини западна граница данашње Вуковарско-сремске жупаније.

## Име
Име Срема долази од имена античког града Сирмијума (данашња Сремска Митровица). Називи на другим језицима - лат. Syrmia или , хрв. Srijem, мађ. Szerém или ,  , слч. , рсн. , тур. Sirem. У ијекавској варијанти српског језика је раније употребљаван и назив Сријем.
Антички Сирмијум се звао на вулгарнолатинском Серми. У Музеју Срема у Сремској Митровици је изложен податак да је старији облик имена града гласио Серми. У зборнику "Војводина" (књига I, Нови Сад, 1939, страна 109), у делу о топономастици чији је аутор др Петар Скок, пише да је реч Срем била првобитно име града, као и у римско доба што је Сирмијум било само име града, а никако територије. Српскохрватски је облик Срем (икавски Срим, ијекавски Сријем) настао правилно из вулгарнолатинског локатива СЕРМИ "у Срему - Митровици". Даље у фусноти 11 цитиране књиге стоји да је облик са Е место И (sermenses) потврђен натписима (дело "Појаве вулгарнолатинског језика". pp. 24, 26, 31, 65 - чланак у Zeitschrift fur roman Philologie, св. XLVI. pp. 386).
Мирослава Мирковић у књизи "Сирмиум - Историја римског града од I до краја IV века", на страни 110. пише да се на натписима из Салоне датираним у VI век спомињу две личности за које се може претпоставити да су избегле из Сирмијума после пада града у руке Авара. Једна од њих је абатиса (опатица), Јохана, која се спомиње на следећем вулгарнолатинском натпису: "Овде почива у миру света опатица Јохана сирмијумска грађанка, која поживе…" (На латинском: "…abatissa Johanna civis SERMENSES qui bixit…").
Називе Сријем, Сријемска Митровица или Сријемски Карловци су раније користили Срби ијекавци, али су се ти облици данас задржали само код католика нашег језика. Герасим Зелић користи тај назив. Саво Ивановић у књизи "Неколико крвавих страница из албума Петровић Његошевог дома" (pp. 173.) наводи фразу "…као вјешти Сријемац", Митрополит Митрофан Бан у књизи о Петру Цетињском пише "… Архимандрит Петроније Лујановић (из Сријема)", Буде Будисављевић Приједорски у делу "Успомене на Никанора Грујића" помиње фразу "…убавога Сријема" (pp. 5.), док Србин католик Луко Зоре у књизи "Дубровчани су Срби" на страни 12. спомиње Сријемце и замера им што критикују Вука због јекавштине као тобоже хрватског говора. Манојло Грбић у "Карловачком владичанству" (књига прва. pp. 194) пише: "по Сријему". Срби ијекавци различитих вероисповести су у Хрватској, Далмацији, Црној Гори, па и у западној Србији (као Вук Караџић, Рјечник, Биоград) користили ијекавске варијанте неких топонима.

## Географија

### Рељеф
Срем је највећим делом равничарска низија са просечном надморском висином 70-80м, која расте идући од Саве на југу, до Дунава на северу. Највиши врх налази се на Фрушкој гори. Зове се Црвени чот и његова висина износи 539м. Фрушка гора пружа се у дужини од 78км, а највећа ширина јој износи 15км. Површина Фрушке горе је око 500 km². Сматрају је за спону између Славонских и Шумадијских планина. Настала је у палеозоику и представља заостали део старог Панонског копна, чија је главна маса дубоко потонула. Некада је била пучинско острво Паратетиса те отуда претпоставке да неке њене заравни представљају абразионе површи. Фрушка гора је хорст планина а у њеној грађи учествују кристаласти шкриљци, филити, серпентинити, гранити, базалти, перидотити, андезити, дацити, мезозојски кречњаци, базални конгломерати, неогени пескови и глине итд. Ниске падине планине прекривене су квартарним седиментима (лесом) а виши делови су под језерско-маринским наслагама. Како у њеном саставу учествују и мезозојски кречњаци то су присутни и крашки облици рељефа. Познате пећине су Гргуревачка, Лежимирска и Дубочаш.
Осим Фрушке горе, поред Саве простиру се ниске алувијалне равни, изнад њих су ниже терасне заравни, а након њих Сремска лесна зараван, која се пружа око Фрушке горе, од Земуна до Вуковара. Фрушка гора послужила је као препрека за навејавање леса а самим тим и за постанак ове лесне заравни. Леса има у равници али и уз стране Фрушке горе, до 400 m надморске висине. Због присуства леса, јужна страна Фрушке горе је блажа. Лесни одсеци Дунава код Чортановаца високи су 60 m док се код Земуна, над Дунавом, диже лесни одсек висок 40 m. Део Сремске лесне заравни код Земуна назива се Земунски лесни плато. Дебљина леса смањује се према западу (Вуковар 23 m, Винковци 2–3 m). Зараван има благо заталасану површину, са лесним вртачама и плитким долиницама. Земунски лесни плато прелази у Бежанијску косу (лева долинска страна Саве).
Нижа терасна зараван назива се варошком терасом. Варошка тераса има релативну висину 12–20 m а назив је добила по томе што су на њој подигнуте вароши (насеља).

### Административна подела
Регион је административно подељен између Србије и Хрватске. Српски део Срема се већим делом налази у Аутономној Покрајини Војводини (изузев мањег југоисточног дела, који је део Града Београда. На територији Војводине, Срем је највећим делом лоциран у Сремском округу, док је мањи северни део у саставу Јужнобачког округа. Хрватски део Срема обухвата већи део Вуковарско-сремске жупаније.
Данашње међународне границе између српског и хрватског дела Срема нацртао је 1945. године Милован Ђилас, по демографским критеријумима. Ове границе су сличне унутрашњим границама бановина Краљевине Југославије (1931—1939).

## Геологија
Геолошка структура Срема је прилично једнолична, изузимајући Фрушку гору. Поред Саве преовладавају речни наноси (песак и муљ), између Земуна и Фрушке горе преовлађује лес, док су старији седименти (језерске и маринске наслаге) место пронашли у дубљим деловима Срема, испод квартарног покривача.
Фрушка гора приказује прави петролошки мозаик. Њено језгро изграђено је од кристаластих шкриљаца (филити). Са њима су удружени мермерасти кречњаци исте старости, у којима се јављају масе серпентина и старе ерупције диорита. Правих представника палеозојске ере, јурске периоде и првих епоха креде нема на Фрушкој гори. Тријас је представљен црвеним песковитим шкриљцима и модрим кречњацима који леже на кристаластим шкриљцима код Јаска. У познијим епохама креде море се повратило у област данашње Фрушке горе. Његови остаци почињу код Лежимира, пењу се на Слеме изнад Врдника и све се више шире идући ка истоку до Стражилова. Они су представљени слојевима од конгломерата и пешчара, а при врху од лапораца и кречњака. Међу кредним слојевима има громада серпентина, док неки низови пешчара опомињу на флиш који садржи вулканску стену. У геолошкој структури Фрушке горе јављају се још и гранити, базалти, периодити и др.
Захваљујући рудним лежиштима на Фрушкој гори, развило се рударство и индустрија у Срему. Највећа лежишта мрког угља налазе се у Врднику (експлоатише се овај рудник од 1840. године). Ове моћне наслаге угља су најстарији представници кенозојске ере. За њима редом наслагали су се слојеви неогена. По северној падини Фрушке горе има много кречњака и лапора, док се на јужној страни они јављају као њен узан перваз. Сарматски појас је узан по северној страни, али се види понегде дуж Дунава све до Земуна. у Беочину се експлоатише цемент од 1869. године. Цемент се добија од лапорца и део је понтијског слоја велике моћности. Левантијских слојева има на неколико места, нарочито на јужном подножју Фрушке горе. За време терцијера десио се вулкански продор код данашњег Јаска, а лековита слана вода извире код Сланкамена. Главни извор енергије Срема је угаљ, с обзиром на малу снагу вода.

## Клима
Као и цела Војводина, Срем се одликује степско-континенталном климом. Одликују је оштре зиме и топла лета, као и неравномерно распоређене падавине, суше су честе, па се сматра да је у претходних сто година, свака друга била сушна. Најтоплији месец је Јул, када просечна температура износи око 23 °C, а апсолутна максимална температура забележена је у Сремској Митровици 9. септембра.1946. године. Најхладнији месец је Јануар, када просечна температура не премашује 0 °C. Минимална температура забележена је 3. фебруара.1929. године, такође у Сремској Митровици. Дакле максимална температурна амплитуда износи преко 70 °C. Просечна годишња инсолација износи преко 2200 часова, док је облачност веома мала. Просечно, годишње падне око 650мм кише.

## Насеља
Градови и села у Срему припадају панонском типу насеља. У овом делу Војводине, ако прикључимо и Мачву, има око 100 насеља, од којих десет припада градским насељима. То су Сремска Митровица поред Саве, Нови Београд поред Саве и Дунава, Земун, Сремски Карловци и Петроварадин поред Дунава, док се у унутрашњости Срема налазе Шид, Рума, Нова Пазова, Стара Пазова и Инђија. Највећа насеља Срема су Земун и Нови Београд, међутим они су прикључени градској територији Београда, па водећу улогу у Срему има Сремска Митровица. Процењује се да укупно има приближно 400.000 хиљада становника у целом Срему (као Регија).

### Сремска Митровица
Градска општина Сремска Митровица налази се у западном делу Србије и погранична је, тј. има кратку границу са Босном и Херцеговином (Општина Бијељина) на југозападу. Сремска Митровица једна је од најстаријих насеља у Европи, подигнуто још у праисторијско доба, пре око 7000 година. Град Сремска Митровица има 26 насеља. По подацима из 2011. године у граду је живело 79940 становника. По подацима из 2004. природни прираштај је износио -3,8‰, а број запослених у општини износи 18186 људи. У граду се налази 39 основних и 6 средњих школа.

### Шид
Шид је седиште најзападније општине Срема, а налази се између реке Дунав и обронака Фрушке горе на северу и реке Саве на југу. Област на којој је изграђен Шид је воћарско виноградарски крај, са великим винским подрумом. У склопу пољопривреде развијена је и прехрамбена индустрија, посебно прерада жита, савремена индустријска кланица (која је затворена као и већина великих предузећа за време владавине Мите Аврамова и СРС) и фабрика за производњу јегуља, као и текстилна индустрија и трикотажа (такође затворена за време владавине Мите Аврамова и СРС). Према попису из 2011. било је 14.893 становника.

### Историјско подручје Срема
Срем је назван по римском граду Сирмијуму (данашњој Сремској Митровици) па је првобитно под овим називом подразумевана област са обе стране реке Саве која је гравитирала овом граду. Због тога је и српски краљ Драгутин, иако је владао облашћу јужно од Саве био називан „Сремски краљ“ (према неким ауторима, краљ Драгутин је такође владао и областима северно од Саве). Област северно од Саве око Сремске Митровице је Срем у најужем смислу речи а тај назив се код тамошњег живља задржао донедавно па се увек разликовао од „планине“ тј. Фрушке горе.
У 11. веку је на подручју Срема постојала Византијска покрајина Тема Сирмијум, која је обухватала области и северно и јужно од Саве.
У средњовековној Краљевини Угарској Сремску жупанију чинио је само источни део данашњег Срема са западном границом која се протезала између Лаћарка и Сусека.
У време османске управе (16-17. век), постојао је Сремски санџак, који је обухватао подручје данашњег Срема.
У првој половини 18. века, у време хабзбуршке управе, поново је оформљена Сремска жупанија, која је првобитно обухватала само северне делове Срема који нису били у саставу Војне границе. Развојачењем Војне границе, у другој половини 19. века, цео Срем улази у састав Сремске жупаније. За разлику од званичне територијалне поделе, Срби Сремом нису сматрали Жупању и винковачки котар у којима су већину становништва чинили католици (ова област је у простом говору звана „Шокадија“), али су зато у Срем убрајали Осечко поље (данашња источна Славонија) на којем је лежало тзв. Даљско добро које је било део Вировитичке жупаније.

### Фрушка гора
Фрушка гора је планина у Срему, чији је највиши врх Црвени чот (539 m).

### Суседни географски региони
- Бачка, према северу, преко Дунава
- Банат, према истоку, преко Дунава
- Шумадија, према југоистоку, преко Саве
- Мачва, према југу, преко Саве
- Семберија, према југозападу, преко Саве
- Босанска Посавина, према југозападу, преко Саве
- Славонија, према северозападу. Граница између Срема и Славоније није јасно дефинисана. Према једном мишљењу границу чини линија Вуковар-Винковци-Жупања, а према другом мишљењу граница прати реке Босут, Барицу и Вуку.

## Историја
Срем је добио име по античком граду Сирмијуму (данашња Сремска Митровица). Током историје, Сремом су владали Римљани, Хуни, Остроготи, Гепиди, Ломбарди, Византинци, Авари, Франци, Бугари, Панонски Словени, Мађари, Турци и Аустријанци. Од 1918. године, Срем је део Краљевства Срба, Хрвата и Словенаца и држава које су ово краљевство наследиле.
Између 3000. п. н. е. и 2400. п. н. е. Срем је био средишње подручје индоевропске Вучедолске културе. Остале значајне археолошке праисторијске културе на подручју Срема биле су: Винчанска култура, Старчевачка култура, Винковачка култура (2500—2200. п. н. е.), Белегишка култура (1350-900. п. н. е.) и Босутска култура (10-4. век п. н. е.).

### Антички период
Сирмијум је првобитно био илирски град (основан у 3. веку п. н. е.), а освојили су га Римљани у првом веку пре нове ере. Противећи се римској власти, илирска племена су подигла велики устанак 6. године нове ере. Вође овог устанка били су Батон и Пинес.
Сирмијум је био веома важан град у Римском царству. Био је то главни град римске покрајине Паноније и један од четири главна града Римског царства. У Сирмијуму или његовој околини рођено је шест римских царева: Деције Трајан (249–251), Аурелијан (270–275), Проб (276–282), Максимијан (285–310), Констанције II (337–361) и Грацијан (367–383). Ови цареви су по пореклу били романизовани Илири.
Поделом провинције Паноније, подручје Срема улази у састав провинције Доња Панонија, а потом у састав провинције Панонија Друга.
- Антички индоевропски народи на простору Срема
- Панонија Секунда, римска провинција
- Римски градови у Срему

### Средњи век
У 6. веку је на територији Срема постојала византијска покрајина Панонија, чији је главни град био Сирмијум. У 7. веку је подручјем Срема управљао Кувер, вођа Бугара, који је био аварски вазал. У 9. веку, Срем је улазио у састав Бугарског царства, Панонске кнежевине и Кнежевине Доње Паноније. У 11. веку, на територији Срема је владао Сермон, вазал цара Македонских Словена Самуила. Сермон је ковао своје златнике на подручју данашње Сремске Митровице. Пошто је Самуилово царство поражено од Византије, Сермон бива ухваћен и убијен, јер се није хтео покорити новој власти. Византинци су, потом, на територији Срема формирали нову покрајину, названу Тема Сирмијум. У 12. веку се у Срему успоставља угарска власт, у оквиру које су на подручју Срема формиране две жупаније - Сремска на истоку и Вуковска на западу.
Између 1282. и 1316. године, српски краљ Стефан Драгутин је владао Сремском краљевином, која је обухватала Мачву, Усору, Соли, као и још неке области. Драгутинова резиденција се налазила у граду Дебрцу у Мачви (између Београда и Шапца). У то време, именом Срем су називане две територије: Горњи Срем (данашњи Срем) и Доњи Срем (данашња Мачва). Драгутинова Сремска краљевина је у ствари обухватала Доњи Срем. Неки аутори тврде да је Стефан Драгутин такође владао и Горњим Сремом и Славонијом, али други аутори помињу другог локалног владара, који је владао Горњим Сремом. Име овог владара је било Угрин Чак, а резиденција му се налазила у граду Илоку. Стефан Драгутин је умро 1316. године, а после његове смрти, Сремском краљевином је владао његов син, краљ Владислав II (1316—1325), док је Угрин Чак умро 1311. године.
Током постојања Српске деспотовине, а такође и након турског освајања деспотовине (1459. године), српски деспоти су имали поседе на територији Срема, где су управљали као вазали угарских краљева. Након пада деспотовине, српски деспоти у егзилу су столовали у Срему, а резиденција им се налазила у граду Купинику (данашње Купиново). Имена српских деспота у егзилу су била: Вук Гргуревић (1471—1485), Ђорђе Бранковић (1486—1496), Јован Бранковић (1496—1502), Иваниш Берислав (1504—1514) и Стеван Берислав (1520—1535). Последњи деспоти Србије, Радич Божић (1527—1528) и Павле Бакић (1537), нису столовали на територији Срема, већ су имали поседе на територијама данашње Румуније и Мађарске. Значајан локарни владар у Срему био је и Ловро Илочки, сремски војвода (1477—1524), који је столовао у Илоку.
- Сермоново војводство, 11. век
- Тема Сирмијум, 11. век
- Сремска краљевина Стефана Драгутина са северним границама на Дунаву и Сави (према мишљењу већине историчара).
- Сремска краљевина Стефана Драгутина са данашњим Сремом у свом саставу (према историчару Станоју Станојевићу).
- Сремска и Вуковска жупанија 1370. године.

### Нови век
Делови Срема улазе у састав Османског царства 1521. године, да би цео Срем дошао под османску управу до 1538. године. Од 1527. до 1530. године Сремом је као турски вазал управљао српски војвода Радослав Челник. Пошто је раскинуо савез са Турцима и прешао Хабсбурзима, Челник је 1530. године напустио Срем и отишао на хабзбуршку територију, што је био крај његовог Сремског војводства. Током турске владавине, на територији Срема је постојао Сремски санџак, а после успостављања аустријске власти (између 1699. и 1718. године), Срем је укључен у састав Краљевине Славоније, која је чинила посебну хабзбуршку територију под цивилно-војном управом од 1699. до 1745. године. Након тога, Краљевина Славонија се административно спаја са Краљевином Хрватском у ширем оквиру хабзбуршке Краљевине Угарске, а у њој се успоставља цивилна управа и формирају се жупаније, укључујући и Сремску жупанију (формирану 1745. године). Подручје Срема је тада административно подељено између Сремске жупаније (на северу) и Војне границе (на југу и истоку). По подацима из 1790. године, у Краљевини Славонији је било 46,8% Срба, 45,7% Хрвата, 6,8% Мађара и 0,7% Немаца.
Године 1807. у Срему избија сељачка буна позната као Тицанова буна. Ова буна је почела на подручју румског и илочког властелинства, а средиште јој је било у селу Вогањ.
Од 1708. године, у Срему се налазило седиште Карловачке митрополије, самоуправне српске православне црквене области у Хабзбуршкој монархији, чији је поглавар од 1848. године носио и титулу патријарха српског.
Током 1848. и 1849. године, Срем је улазио у састав Српске Војводине, која је проглашена на Мајској скупштини у Сремским Карловцима. Између 1849. и 1860. године, цивилни део Срема је био у саставу засебне аустријске покрајине назване Војводство Србија и Тамишки Банат, са седиштем у Темишвару. Ова покрајина је укинута 1860. године и поново је успостављена Сремска жупанија. Насупрот томе, крајишки део Срема (Петроварадинска регимента) укључен је 1850. године у састав новоуспостављене Банатско-српске војне крајине.
Након Аустроугарске нагодбе из 1867. године и Угарско-хрватске нагодбе из 1868. године, Сремска жупанија се налазила у саставу Краљевине Хрватске и Славоније. Недуго потом, извршено је развојачење Петроварадинске регименте, која је 1873. године трансформисана у Петроварадинско окружје. Доношењем новог закона о територијалној организацији из 1886. године, Петроварадинско окружје је укључено у састав Сремске жупаније и такво стање је остало на снази све до 1918. године. Према попису становништва из 1910. године, у Сремској жупанији је 44,20% становништва говорило српски, 25,64% хрватски и 16,44% немачки, уз мањи број говорника мађарског, словачког и русинског.
- Сремско војводство Радослава Челника (1527—1530)
- Сремски санџак у 17. веку
- Прокламоване границе Српске Војводине (1848)
- Петроварадинска регимента крајем 18. и почетком 19. века

### Након 1918. године
Распадом Аустроугарске, Срем 1918. године постаје део новоформиране Државе Словенаца, Хрвата и Срба, да би се, потом, на Великом народном збору у Руми 24. новембра 1918. Сремци изјаснили за непосредно присаједињење Срема Краљевини Србији. Од 1. децембра 1918. Срем је део Краљевства Срба, Хрвата и Словенаца. Између 1918. и 1922. године, Срем је имао статус округа односно жупаније, затим између 1922. и 1929. статус области, да би 1929. године био подељен између Дунавске бановине са седиштем у Новом Саду и Дринске бановине са седиштем у Сарајеву. Град Земун са околином је административно укључен у подручје Управе града Београда. Променом граница бановина 1931. године, делови Дринске бановине у Срему се укључују у састав Дунавске и Савске бановине. Формирањем Бановине Хрватске 1939. године, делови Срема улазе у њен састав. У периоду од 17. марта 1938. године до 11. априла 1941. године у Сремској Митровици је излазио информативни недељни лист „Срем“.
Распадом Југославије у Другом светском рату, Срем су окупирали хрватски и немачки фашисти 1941. године, и прикључили га такозваној Независној Држави Хрватској. Југоисточни део Срема са Земуном је првобитно остао у саставу окупиране Недићеве Србије, да би и он касније био прикључен НДХ. Ни у једном делу окупиране Европе није уништено више црквено-историјских споменика колико у Независној држави Хрватској. Највеће уништавање догодило се на простору Срема. Хрватски усташки окупатор је таргетирао парохијске цркве и манастире Фрушке Горе, који су садржали богате ризнице, библиотеке. Усташки окупатор је за циљ имао уништавање историјских трагова постојања Срба на овим просторима. Током Другог светског рата Срем је био једно од главних жаришта Народноослободилачке борбе у Војводини, а у њему су формиране и ослобођене партизанске територије. После ослобођења, највећи део Срема улази у састав Аутономне Покрајине Војводине (1944. године), као и у састав нове социјалистичке Србије (1945. године) у оквиру нове социјалистичке Југославије. Успостављањем административних граница у Југославији, западни део Срема је ушао у састав Хрватске, а југоисточни део Срема са Земуном у састав уже Србије.
У време распада Југославије 1991. године, један део западног Срема улази у састав српске аутономне области Источна Славонија, Барања и Западни Срем, која потом постаје део међународно непризнате државе Републике Српске Крајине. Падом главног дела РСК 1995. године, подручје Источне Славоније, Барање и Западног Срема постаје самостално, да би након потписивања Ердутског споразума оно дошло под управу Уједињених нација и било на миран начин интегрисано у Хрватску 1998. године.
- Сремска област, 1922-1929.
- Дунавска бановина, 1931.
- Окупација НДХ и ослобођена партизанска територија у Срему крајем 1942. године

## Демографија
У Срему живи око милион становника са обе стране државне границе. Делови Срема са највише становника су крајњи исток региона (подручје Београда, на ушћу реке Саве у Дунав), север (код Новог Сада), центар (Сремска Митровица и Рума) и запад (Вуковар и Винковци).
Већи градови су:
- Србија
  - Сремски округ
    - Сремска Митровица (36.764)
    - Рума (27.747)
    - Инђија (24.450)
    - Стара Пазова (18.522)
    - Нова Пазова (16.115)
    - Шид (12.618)

  - Јужнобачки округ
    - Петроварадин (15.621)
    - Сремска Каменица (12.632)
    - Сремски Карловци (7.872)
    - Беочин (7.839)

  - Град Београд
    - Нови Београд (209.763)
    - Земун (166.049), укључујући у број становника насеље Батајница (48.600)
    - Сурчин (20.602)
- Хрватска
  - Вуковарско-сремска жупанија
    - Винковци (28.111)
    - Вуковар (22.616)

### Етничка структура
Према попису становништва из 2002. године, српски део Срема има 790.697 становника (укључујући територије које припадају Београду). Већину чине Срби (85%). Веће националне мањине су Хрвати, Словаци, Русини и Мађари.
Према попису из 2001. године, у хрватском делу Срема већину чине Хрвати (78,27%). Затим следе Срби (15,45%) те мањи број Мађара, Русина, Словака и др.

### Демографска историја
Види још: Демографска историја Срема.
1437. године већи део Срема је био насељен Србима.
Према попису из 1857. године Срби су чинили 59,4% становништва дела Срема под цивилном управом и 63,2% становништва дела Срема под војном управом (Петроварадинска регимента). Осим Срба, значајнији део становништва чинили су Хрвати, а затим и Немци и Мађари.
Према попису из 1910. године регија Срем (тадашња Сремска жупанија) имала је 414.234 становника. За 44,20% становништва матерњи језик је био српски, за 25,64% хрватски, за 16,44% немачки, за 7,13% мађарски, за 3,34% словачки и за 1,12% русински.
1931. године етничка структура Срема била је следећа: 210.000 Срба, 117.000 Хрвата, 68.300 Немаца, 21.300 Мађара, 15.300 Словака и 5.300 Украјинаца.
Према попису из 1971. године српски део Срема имао је 313.926 становника (не рачунајући територије које припадају Београду), од којих 228.609 (72,84%) Срба, 38.389 Хрвата, 14.056 Словака, 9.376 Мађара, 9.086 Југословена, 3.403 Русина, 1.512 Украјинаца, 1.400 Црногораца, 1.065 Словенаца, 1.023 Македонаца и осталих.

## Привреда, саобраћај и туризам
Срем је пољопривредни крај са обухватном производњом житарица и индустријског биља. У долинама Фрушке горе развијено је виноградарство. Важно је и сточарство. Рудно благо састоји се од угљена (Врдник) и цементног лапора (Беочин). У околини Вуковара и Винковаца налазе се лежишта нафте и природног гаса. Све већу привредну улогу има индустрија, иако је она у хрватском делу Срема добрим делом уништена у рату из 1991-1995. године, а у српском делу је страдала од санкција наметнутих СР Југославији. Регион се успешно опоравио од последица санкција и ратова.
Још један велики проблем за привреду су минирана подручја из рата, али и то питање се полако решава. Јужним делом Срема пролази железничка пруга двоструког колосека и модерни ауто-пут Београд - Загреб (Хрватска је завршила последњи део од Жупање до граничног прелаза Липовац почетком лета 2006. године), а источним делом железничка пруга и ауто-пут Београд - Нови Сад. Још једна од важних саобраћајних веза је и део Подравске магистрале која води од Осијека, преко Вуковара уз Дунав па све до Илока и даље до Новог Сада. Знатан је робни транспорт Савом и Дунавом.
Такође се поново почиње развијати туризам, крстарење путничким бродовима на Дунаву, пошто су уклоњени остаци срушених мостова у Новом Саду уништених у НАТО бомбардовању Југославије 1999. године. За међународни ваздушни саобраћај служи Аеродром „Никола Тесла“ у Сурчину.

## Познати Сремци
| - Теодор Аврамовић Тицан (1764—1810) - Аурелијан (214—275) - Георгије Бакаловић (1786—1843) - Георгије Магарашевић (1793—1830) - Мира Бањац (*1929) - Илија Башичевић Босиљ (1895—1972) - Иваниш Берислав (†1514) - Александар Берчек (*1950) - Деспот Вук Бранковић (1438—1485) - Деспот Ђорђе Бранковић (1461—1516) - Драгиња Вогањац (*1967) - Лазар Возаревић (1925—1968) - Ђорђе Војновић (1888—1975) - Славко Воркапић (1894—1976) - Јован Гавриловић (1796—1877) - Петар Гбурчик (1931—2006) - Грацијан (359—383) - Радослав Грујић (1878—1955) - Божидар Грујовић (1778—1807) - Вељко Дугошевић (1910—1941) - Татјана Мирковић (*1990) - Вера Мишчевић (1925—1944) - Јасна Ђуричић (*1966) | - Живан Живковић (1952—1996) - Бранислав Ивановић (*1984) - Јосип Јелачић (1801—1859) - Даница Јовановић (1886—1914) - Милан Јовановић Батут (1847—1940) - Констанције II (317—361) - Урош Кнежевић (1811—1876) - Милан Корица Ковач (1919—1987) - Илија Ковачевић (*1948) - Синиша Ковачевић (*1954) - Ивица Ковачић Штифла (*1950) - Данијел Љубоја (*1978) - Максимијан (250—310) - Ђорђе Марковић Кодер (1806—1891) - Лазар Марковић Чађа (1925—2004) - Анка Матић Грозда (1918—1944) - Антун Густав Матош (1873—1914) - Милан Мачван (*1989) - Григорије Микић (1882—1957) - Бојан Милановић (*1961) | - Синиша Михајловић (*1969) - Вера Мишчевић (1925—1944) - Ђорђе Натошевић (1821—1887) - Георгије Николајевић (1807—1896) - Илија Округић (1827—1897) - Захарије Орфелин (1726—1785) - Јаков Орфелин (†1803) - Томислав Петернек (1933) - Проб (232–282) - Никола Радојчић (1882—1964) - Мирослав Радуљица (*1988) - Иларион Руварац (1832—1905) - Јосиф Руњанин (1821—1878) - Лазар Саватић (1914—1950) - Бошко Симоновић (1898—1965) - Свети Арсеније I Сремац (†1266) - Гаврил Стефановић Венцловић (1680—1749) - Атанасије Стојковић (1773—1832) - Деције Трајан (201—251) - Миливоје Ћирковић (*1977) - Никола Христић (1818—1911) - Изидор Цанкар (1886—1958) - Радослав Челник (XVI век) - Јанко Чмелик (1905—1942) - Сава Шумановић (1896—1942) |

## Галерија
- Поглед на Београд из Земуна
- Центар Инђије
- Сремски Карловци
- Чесма „четири лава“ у Сремским Карловцима
- Фрушка гора
- Лединачко језеро
- Срем (поглед на Мале Радинце)
- Манастир Раваница у Врднику
- Манастир Ново Хопово
- Сремска Митровица - поглед на средиште града
- Поглед на Бачку Паланку са Илочке тврђаве
- Вуковар